# Habitatge al carrer de Fontanella, 17 (Olot)
L'habitatge al Carrer de Fontanella, 17 és una casa a la ciutat d'Olot (Garrotxa) catalogat a l'Inventari del Patrimoni Arquitectònic de Catalunya. Entre finals del segle xix i principis del segle XX a Olot s'acaben dos projectes de gran envergadura: l'ordenació de l'eixample Malagrida i la urbanització de la pl. Clarà. Dins de les construccions d'iniciativa privada destacarem les cases del c. Mulleres, Can Pons i Tusquets, la remodelació de Can Solà-Morales (1913-1916), Can Masllorenç i moltes de les cases del c. Fontanella.
Casa entre mitgera de teulat a dues aigües, sostingudes per bigues de fusta sortides. Disposa de baixos, amb porta central, murs fets amb estucs imitant carreus de pedra i bonica sanefa horitzontal amb decoracions florals i vegetals marca la separació amb el primer pis. Aquest té dos balcons sostinguts per mènsules amb decoracions de fullatge estilitzats i una fornícula feta de rajols aixopluga la imatge de Sant Cristòfol. Dos balcons més es repeteixen en el segon pis, emmarcats, igualment, amb motius geomètrics fets. A la porta d'accés hi ha les inicials J.O, i la data 1900.